# Polūreh
Polūreh (persiska: پلوره) är en ort i Iran.   Den ligger i provinsen Kurdistan, i den nordvästra delen av landet, 400 km väster om huvudstaden Teheran. Polūreh ligger 1 658 meter över havet och antalet invånare är 207.
Terrängen runt Polūreh är lite kuperad.Runt Polūreh är det ganska tätbefolkat, med 60 invånare per kvadratkilometer. Närmaste större samhälle är Shūyesheh, 14,8 km sydost om Polūreh. Trakten runt Polūreh består i huvudsak av gräsmarker.